# Geissanthus submembranaceus
Geissanthus submembranaceus är en viveväxtart som beskrevs av Carl Christian Mez. Geissanthus submembranaceus ingår i släktet Geissanthus och familjen viveväxter. Inga underarter finns listade i Catalogue of Life.